# Društveno ponašanje
Socijalno ili društveno ponašanje je, u svojoj osnovi, interakcija između dva ili više tipična organizma iste vrste. Socijalno ponašanje se ispoljava u širokom opsegu organizama, od bakterija, insekata, preko škampa, pacova, do ljudi.

## U sociologiji
Sociologija je naučna ili akademska disciplina koja se bavi proučavanjem socijalnog ponašanja, uključujući poreklo, razvoj, organizaciju i institucije...
U sociologiji, društveno ponašanje je naglašeno prema društvu.
Istraživanje je pokazalo da različite životinje, uključujući ljude, dele slične tipove socijalnog ponašanja, kao što su agresija i udruživanje. Ovo se dešava I kod vrsta sa primitivnim mozgom, na primer, kod mrava. Iako ljudi i životinje dele neke aspekte društvenog ponašanja sa vrstama kao što su mravi, ljudsko socijalno ponašanje je mnogo komplikovanije i kompleksnije.

## U psihologiji
Socijalna psihologija je naučna disciplina koja za svoj predmet proučavanja ima misli, osećanja i ponašanja na koja se utiče trenutnim, zamišljenim ili implikovanim prisustvom drugih. U psihologiji, kad se kaže socijalno ponašanje misli se na ljudsko ponašanje, a misli se na ponašanja u opsegu od fizičkih do emocionalnih, kojima mi komuniciramo, i takođe kako smo na tom polju uslovljeni etički, stavovima, genetski, kulturom, itd.

## Vrste
Vrste ili oblici društvenog ponašanja mogu biti:

### Agresivno ponašanje
Nasilničko i zlostavljačko ponašanje su dve vrste agresivnog ponašanja, a njihovi ishodi su jako slični. Ovi ishodi uključuju osećaj pripadnosti, dobijanje pažnje, moć i kontrolu. Agresivno ponašanje je vrsta socijalnog ponašanja koje potencijalno može da izazove fizičku ili emocionaln uštetu. Ljudi koji pate od agresivnog ponašanja najčešće su iritabilni, impulsivni i nemirni, te stoga ova vrsta ponašanja može da varira od verbalnog zlostavljanja do uništavanja imovine žrtve. Iako je izbijanje agresije jako često, agresivno ponašanje je uvek promišljeno i javlja se ili uobičajeno ili po obrascu. Jedini način da se izađe na kraj sa agresivnim ponašanjem je da se razume šta ga je izazvalo. Sledi ono što može da utiče na agresivno ponašanje:
- Još jedan primer radnog mesta.Porodična struktura
- Veze/međuljudski odnosi
- Posao ili školska sredina
- Zdravstveno stanje
- Psihijatrijske dijagnoze
- Životni problemi

#### Zašto su deca tako agresivna?
Loše roditeljske sposobnosti su jedan od najčešćih razloga agresivnosti kod dece. Biološki faktori i nedostatak interpersonalnih veština su samo neke od tih. Kako deca rastu imaju tendenciju da oponašaju ponašanja svojih starijih, kao što su nasilnost i agresivnost. Agresivno ponašanje ume biti iritantno, a da bi se sprečilo da se dete tako ponaša, ono mora dobijati pažnju od svojih roditelja, nastavnika, vršnjaka. Međutim, može se desiti da roditelji nisu svesni pojave takvog ponašanja, i ne znajući, može se desiti da nagrade takvo ponašanje, ohrabrujući dete da se tako ponaša. Agresivno ponašanje može dovesti do bipolarnih poremećaja.

#### Zašto su odrasli tako agresivni?
Odrasli takođe mogu da pate od agresivnog ponašanja, to se može razvijati vremenom, usled neželjenih životnih iskustava ili neke bolesti. Poremećaji kao što su depresija, anksioznost i post traumatski stres pretenduju da se ispoljavaju kroz agresivno ponašanje, ali je ono nenamerno. Međutim, oni bez ikakvog skorašnjeg medicinskog ili emocionalnog poremećaja, agresivno ponašanje ispoljavaju usled frustracije. Emocionalno ponašanje takođe može biti izazivač agresije, na primer, kad neko prestane da brine o drugom.

### Nasilničko ponašanje
Osobe koje ugrožavaju ili nanose fizičku štetu drugim osobama klasifikuju se kao nasilnici, odnosno, osobe koje se nasilnički ponašaju. Nasilničko ponašanje najčešće počinje verbalnim uvredama, a potom eskalira do fizičkih povreda kao što su udaranje ili povređivanje.

#### Zašto su deca tako nasilna?
Nasilništvo je naučeni oblik ponašanja, kao i agresivno ponašanje, deca imitiraju šta vide od odraslih iz svog okruženja, zato je važno da svoje dete naučite da nasilništvo nije dobar način za rešavanje konflikata. Uvek možete da date dobar primer tako što ćete konflikt rešavati na miran način. Nasilje, poput batina, štipanja, guranja ili udaranja nikada ne treba koristiti kao vaspitne mere za svoje dete.
Postoje mnogi razlozi koji izazivaju nasilništvo, a neki su:
- Vršnjačko zlostavljanje u detinjstvu
- Istorija nasilničkog ponašanja
- Upotreba droga, kao što je kokain
- Istorija privođenja i hapšenja
- Problemi mentalnog zdravlja, bipolarni poremećaji
- Prisustvo vatrenog oružja u domaćinstvu
- Genetski faktori
- Oštećenja mozga usled nezgode
- Izloženost nasilju kroz medije
- Socioekonomski faktori kao što su siromaštvo, samohrano roditeljstvo, raskidi i razvodi, nezaposlenost, itd[8]

Nasilničko ponašanje je slično agresivnom ponašanju, ili je uobičajeno ili se javlja po obrascu. Koncept nasilničkog ponašanja je vrlo prost, prvo se javljaju tenzija i konflikt, koji su potom praćeni ili uništavanjem imovine pojedinca ili zlostavljanjem. Obrazac se pogoršava tokom vremena, zato je najbolje prepoznati ga i sprečiti nasilje da se dogodi.

## Poremećaji ponašanja i razvoja
- Poremećaj izražajnog govora, ovo je stanje kada dete/odrasli ima problem da se izrazi kroz govor.
- Poremećaj oduzimanja, ovo je neurološki poremećaj koji može da izazove razne minimalne fizičke znake ili nekoliko kombinovanih simptoma koji ne mogu da se kontrolišu putem mozga.
- Daunov sindrom je hromozomska abnormalnost i stanje koje se menja tokom razvoja.
- Hiperkinetički poremećaj je čest neuro bihevioralni poremećaj koji se ogleda u hiperaktivnosti, impulsivnosti, nepažljivosti, a često u kombinaciji navedenih.
- Bipolarni poremećaj je oblik poremećaja ponašanja koji se karakteriše varijacijama raspoloženja koja se mogu menjati iz minuta u minut.
- Autizam je stanje koje utiče na socijalnu interakciju, interesovanja, ponašanje i komunikaciju.[10]
- Cerebralna paraliza je stanje koje izaziva mozak aktiviranjem kratko nakon rođenja. Utiče na kretanje, abnormalan govor, oštećenja vida i sluha i mentalnu retardaciju.[11]